# KBS 1TV 금요 드라마
KBS 1TV 금요 드라마는 대한민국의 KBS 1TV에서 매주 금요일에 방송되었던 TV 드라마 작품이다.

## 작품 리스트
|  | - 아래의 텔레비전 드라마 중 2002년 11월 이후에 시청 가능 연령을 표시하는 드라마 등급 제도를 의무적으로 시행하고 있습니다. - 2017년 3월 1일부터 TV 프로그램 등급 표시 외에 주제, 폭력성, 선정성, 언어, 모방 위험 등 분류 사유 표시를 의무적으로 시행하고 있습니다. |

### 1960년대
- 《금요극장》 : 1962년 1월 26일 ~ 1962년 12월 21일 - 단막극
- 《금요무대》 : 1963년 1월 4일 ~ 1964년 1월 24일 - 단막극
- 《갈대는 꺾여도》 : 1964년 3월 20일 ~ 1964년 3월 27일
- 《위험한 고빗길》 : 1964년 4월 3일 ~ 1964년 5월 1일
- 《어머니의 가슴》 : 1964년 5월 8일 ~ 1964년 7월 31일
- 《어머니의 마음》 : 1964년 5월 22일 ~ 1964년 8월 1일
- 《금남의 집》 : 1964년 8월 7일 ~ 1964년 8월 21일
- 《남자는 사절합니다》 : 1964년 9월 4일 ~ 1964년 9월 25일
- 《사랑》 : 1964년 10월 2일
- 《여성이 가장 아름다울 때》 : 1964년 12월 24일
- 《흙》 : 1968년 5월 10일 ~ 1968년 6월 28일
- 《역류》 : 1968년 7월 19일 ~ 1968년 10월 18일
- 《선인장》 : 1968년 10월 25일 ~ 1969년 1월 24일
- 《여고 동창생》 : 1969년 1월 31일 ~ 1969년 5월 2일
- 《사슴 아기》 : 1969년 5월 9일 ~ 1969년 5월 23일
- 《밀문》 : 1969년 5월 30일 ~ 1969년 8월 15일
- 《욕망의 계절》 : 1969년 8월 22일 ~ 1969년 11월 14일
- 《말 많고 탈도 많고》 : 1969년 11월 21일 ~ 1970년 2월 27일

### 1970년대
- 《태양을 향해서》 : 1970년 3월 6일 ~ 1970년 6월 12일
- 《꽃집 아줌마》 : 1970년 6월 19일 ~ 190년 9월 25일
- 《멋과 유모어》 : 1970년 10월 2일 ~ 1970년 11월 13일
- 《글라온 못》 : 1970년 11월 20일
- 《탄금대》 : 1970년 11월 27일
- 《삼각산》 : 1971년 3월 15일 ~ 1971년 7월 9일
- 《사랑의 훈장》 : 1971년 7월 16일 ~ 1971년 11월 5일
- 《먹구름 흰구름》 : 1971년 11월 9일
- 《그 얼굴에 햇살을》 : 1972년 3월 3일 ~ 1972년 4월 14일
- 《임진왜란》 : 1972년 5월 5일 ~ 1973년 10월 3일
- 《억순네》 : 1973년 12월 9일 ~ 1974년 6월 21일
- 《황희 정승》 : 1976년 4월 16일 ~ 1977년 4월 1일
- 《KBS 무대》 : 1977년 4월 8일 ~ 1978년 4월 7일 - 단막극
- 《문예극장》 : 1979년 4월 13일 ~ 1980년 6월 13일 - 단막극

### 1980년대
- 《KBS 무대》 : 1980년 6월 20일 ~ 1980년 9월 12일 - 단막극
- 《동심초》 : 1980년 9월 19일 ~ 1981년 1월 30일[1]
- 《인간가족》 : 1981년 2월 6일 ~ 1981년 4월 3일
- 《형사》 : 1981년 4월 10일 ~ 1981년 9월 4일
- 《청소년문학관》 : 1984년 4월 13일 ~ 1984년 10월 26일 - 단막극

### 2000년대
- 《드라마시티》 : 2005년 5월 7일 ~ 2005년 10월 22일 - 단막극

### 2010년대
- 《웹드라마 스페셜》 : 2015년 10월 30일 ~ 2015년 11월 20일 - 단막극 + 자정 이후 다음날

## 같이 보기
- KBS 2TV 금요 드라마